# Hans Linnenbrink
Hans Linnenbrink (* 19. Oktober 1879; † 23. Oktober 1974 in Kassel) war ein deutscher Oberlandforstmeister.

## Leben
Hans Linnenbrink war ein Sohn des Oberförsters Wilhelm Linnenbrink, absolvierte nach dem Abitur in Münster eine forstwirtschaftliche Ausbildung im Forstamt Neuenheerse und studierte im Anschluss Forstwissenschaften an der Königlich Preußischen Forstakademie Hannoversch Münden, der Philipps-Universität Marburg und der Westfälischen Wilhelms-Universität Münster.

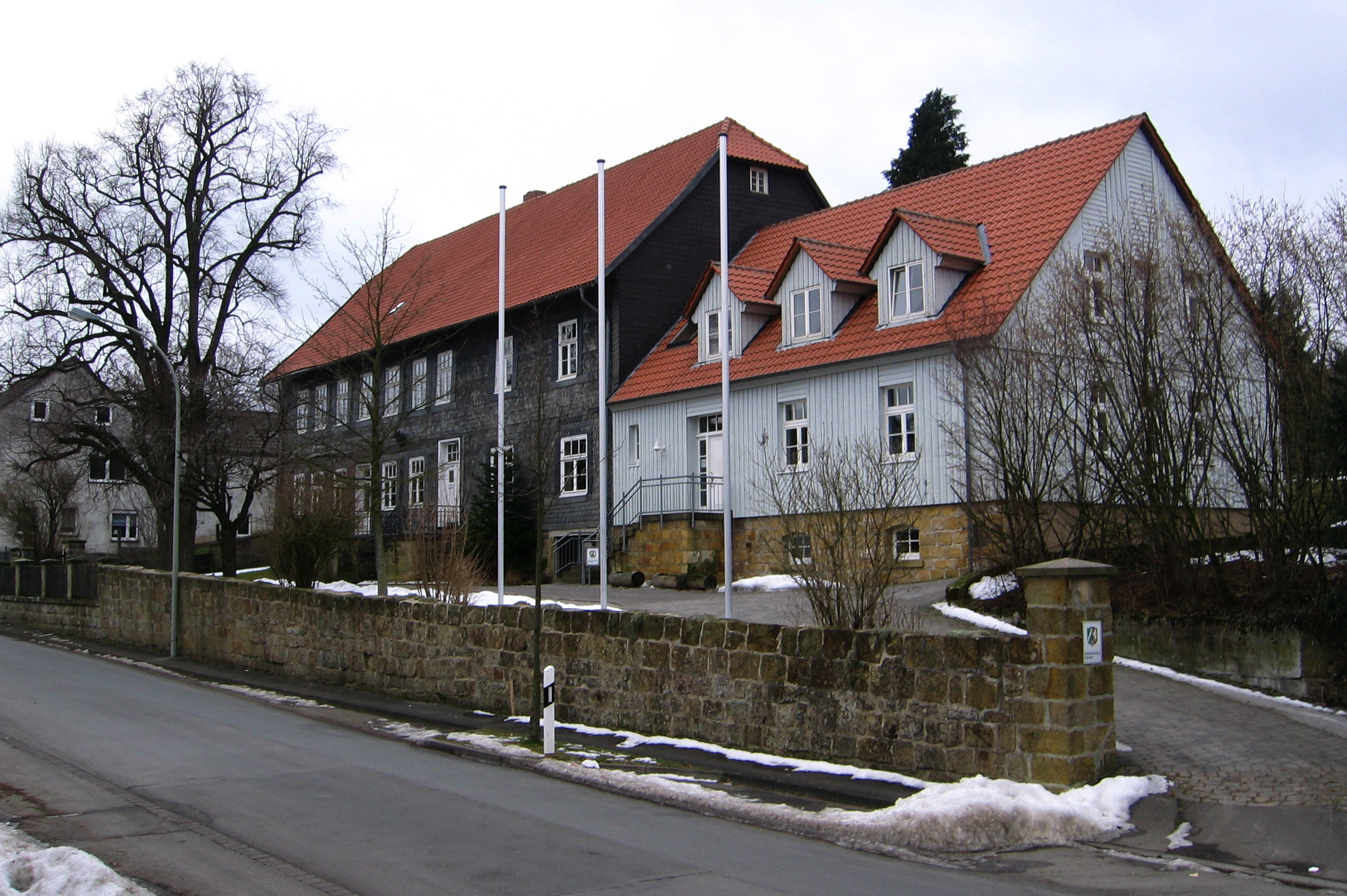
Forstamt Neuenheerse, Ausbildungsort des Hans Linnenbrink

1906 legte er das Forstassessorexamen ab  und erhielt Anstellungen in den Förstereien Nenndorf und Xanten.
1916 war er Oberförster in Dalheim im Bezirk Minden, bevor er 1921 zum Regierungs- und Forstrat bei der Bezirksregierung Arnsberg wurde. Nach fünfjähriger Tätigkeit wechselte er in gleicher Funktion zur Bezirksregierung Minden, wo er zum Oberregierungsrat befördert wurde. Bereits nach einem Jahr wechselte er als Oberforstmeister zur Bezirksregierung Aachen.
1928 kam er in die Position des Personalreferenten und Landforstmeisters beim Preußischen Ministerium für Landwirtschaft, Domänen und Forsten und wurde 1929 zum Oberlandforstmeister ernannt.
Mit  der Machtübernahme der Nationalsozialisten wurden unliebsame Personen oder Personengruppen des öffentlichen Dienstes auf der Grundlage des Gesetzes zur Wiederherstellung des Berufsbeamtentums suspendiert oder sanktioniert. Auch in der Forstverwaltung waren Forstbeamte betroffen.
So war Linnenbrink für das Regime wegen seiner Kritik am Nationalsozialismus als Personalbearbeiter untragbar und wurde in eine Planstelle mit einem niedrigeren Rang versetzt. 
Von 1933 bis 1945 war er Leiter des Bezirksforstamtes Kassel und danach für eine kurze Zeit bis zu seiner Pensionierung im Jahre 1946 vertretungsweise Leiter des Forstamtes Wilhelmshöhe.
1945 gehörte er zu den Gründern der Forsthilfe.